# Campyloneurum gracile
Campyloneurum gracile är en stensöteväxtart som beskrevs av A. Rojas. Campyloneurum gracile ingår i släktet Campyloneurum och familjen Polypodiaceae. Inga underarter finns listade.